# Acer capillipes
Acer capillipes, el arce rojo japonés, es una especie de planta perteneciente a la familia Sapindaceae.

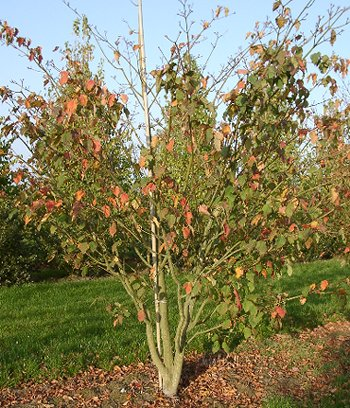
Vista del árbol

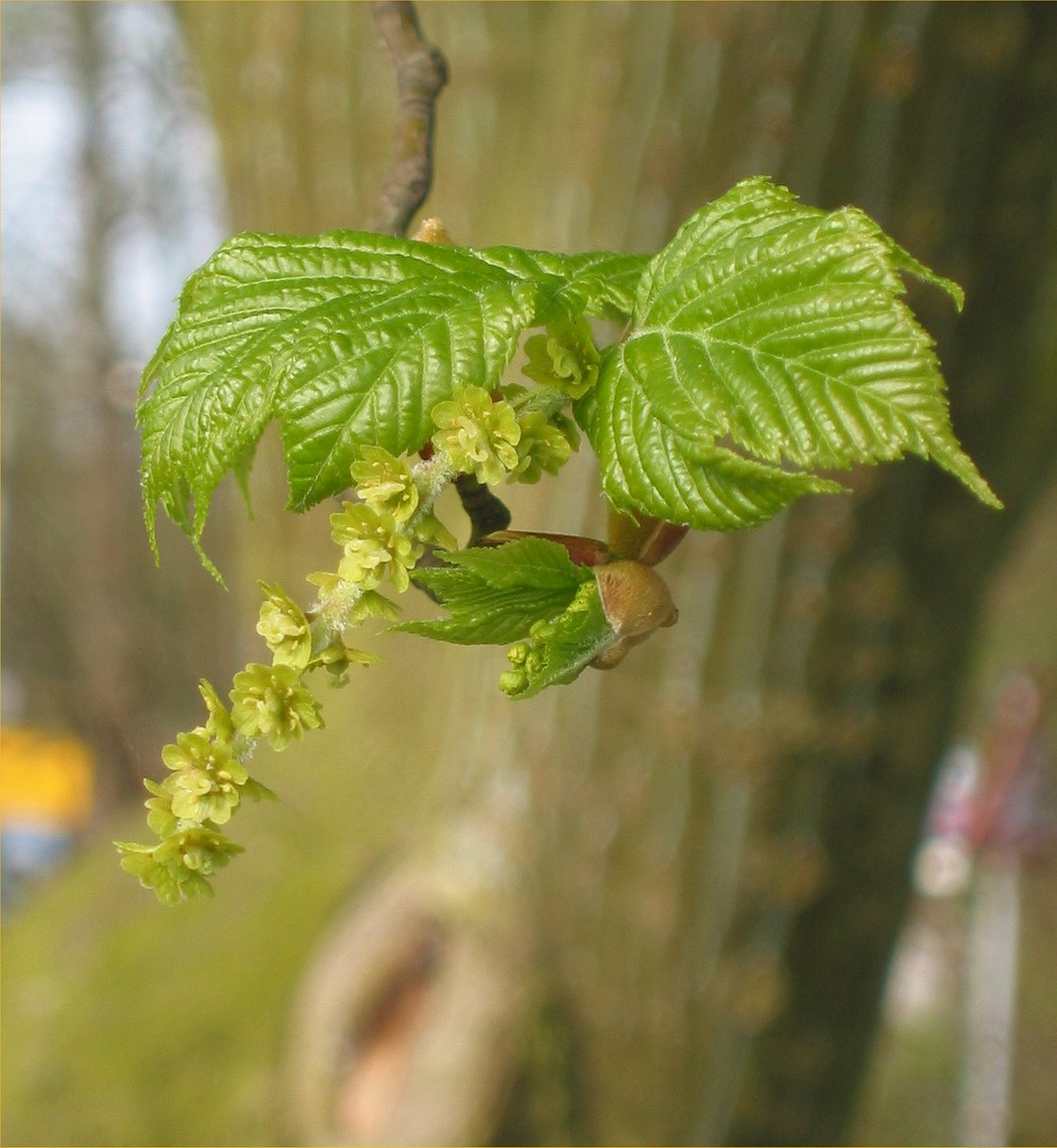
Flores

## Hábitat
Es una especie nativa de las regiones montañosas de Japón, principalmente Honshu y de Shikoku.

## Descripción
Es un árbol caducifolio mediano, a veces de porte arbustivo y con varios troncos, ramificado.
La especie se distingue de otras porque su corteza está modelada con rayas verticales verdes que se alternan con rayas gris claro o blancas, que se tornan más débiles a la vejez. Crece hasta los 10 metros de altura. Las hojas de 6-10 cm, pareadas y generalmente trilobuladas pero algunas veces pentalobuladas; base subcordada, 6-12 cm de largo y de ancho; lóbulos triangulares con ápices alargados; bordes aserrados, verde oscuras, con pecíolos, y nervadura, de tono rojizo. Sus racimos de 6-12 cm de long., de flores son de color crema, a blanco verdosas; y pequeñas encontrándose en diferentes ramas las flores masculinas y las femeninas. Frutos sámaras pequeñas, de alas cortas, casi horizontales, de 1,5-2,5 cm de largo.

## Cultivo y uso
Se multiplica fácilmente por semilla, que se deben recoger de plantas aisladas, pues hibrida con facilidad con otras si están próximas. También se multiplica por esquejes de madera nueva. 
Se utiliza con porte arbustivo, ramificado desde el suelo, siendo muy ornamental cuando joven por sus tallos y pecíolos rojizos. En el otoño las hojas toman coloraciones rojizas.

## Taxonomía
Acer capillipes fue descrita por Maxim. ex Miq. y publicado en Archives Néerlandaises des Sciences Exactes et Naturelles 2: 477. 1867.
Etimología
Acer: nombre genérico que procede del latín ǎcěr, -ĕris = (afilado), referido a las puntas características de las hojas o a la dureza de la madera que, supuestamente, se utilizaría para fabricar lanzas. Ya citado en, entre otros, Plinio el Viejo, 16, XXVI/XXVII, refiriéndose a unas cuantas especies de Arce.
capillipes: epíteto latíno que significa "esbelta" 